# Kleine Eendracht
De Kleine Eendracht is een voormalig waterschap in de Nederlandse provincie Groningen.
De polder lag tussen het Aduarderdiep en de Langeweersterweg. De zuidgrens lag bij de uitwatering van Kriegsman, de noordgrens bij de Friesestraatweg. Het waterschap had ooit een bemaling (molen), die echter in 1910 al was vervangen door twee duikers (pompen).
Waterstaatkundig gezien ligt het gebied sinds 1995 binnen dat van het waterschap Noorderzijlvest.

## Trivia
- De aanduiding Kleine is ter onderscheiding van de "grote" Eendragt, het waterschap dat iets ten noordoosten, aan de overzijde van Aduarderdiep.
- In de provincie Zeeland lig een polder met de naam Kleine Eendragtpolder.